# 栃木県道・群馬県道128号佐野太田線

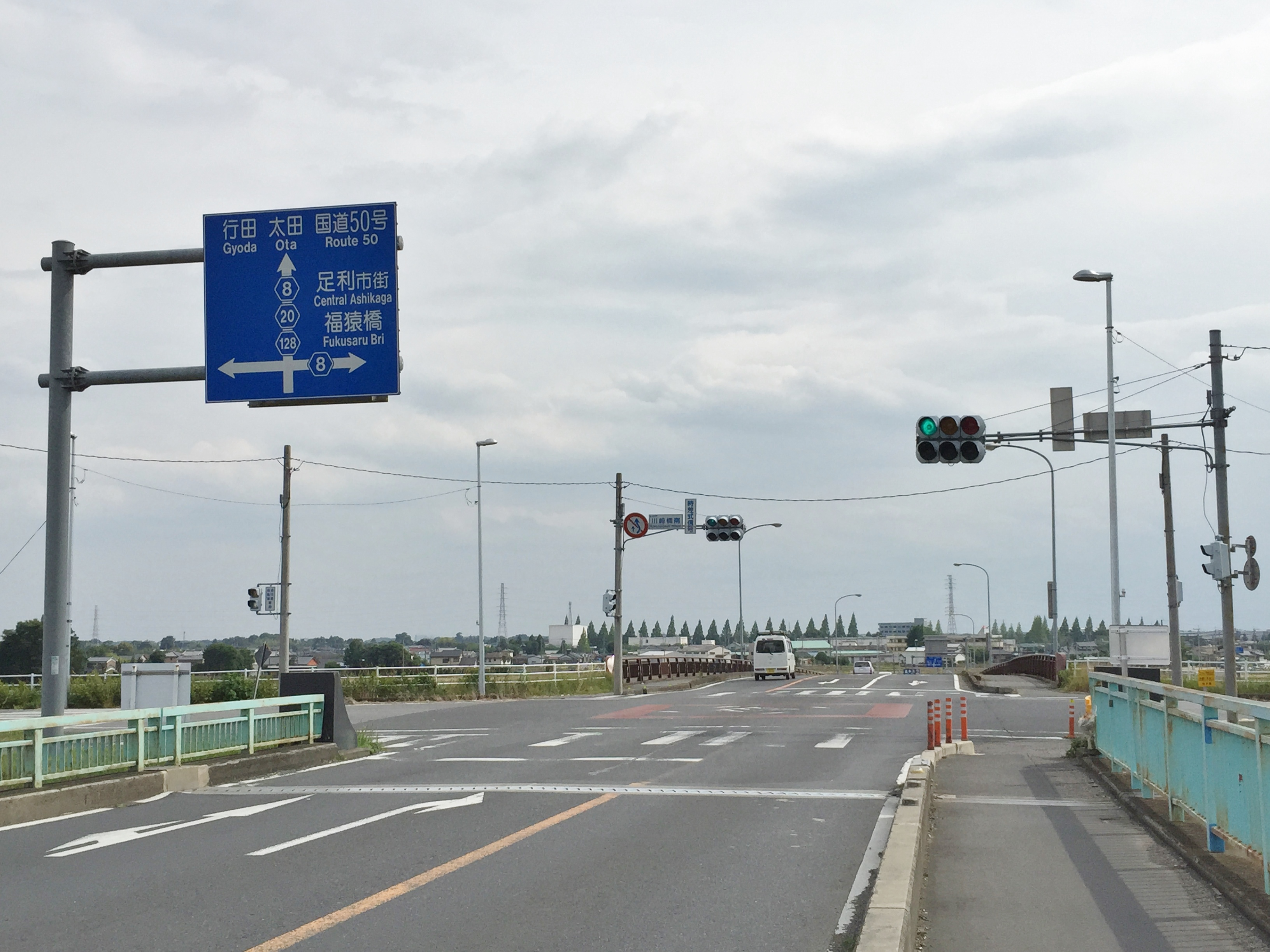
足利市・川崎橋南交差点（2015年6月）
太田方面を望む。↑（南・茂木高架橋）方向が県道8号・20号・128号、↓（北・川崎橋）が128号、→（西）が8号、←（東）が市道である。

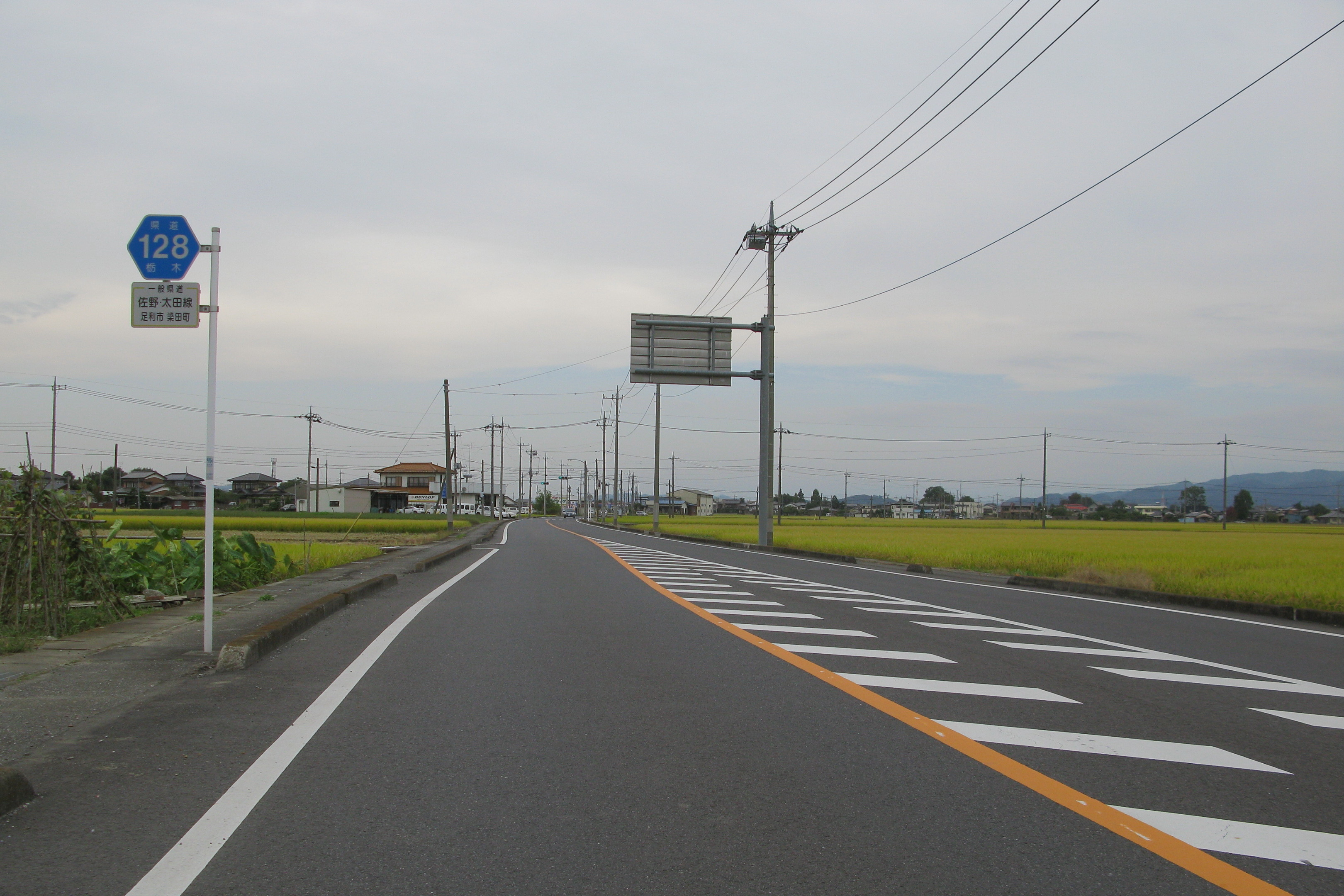
足利市梁田町地区（2011年10月）

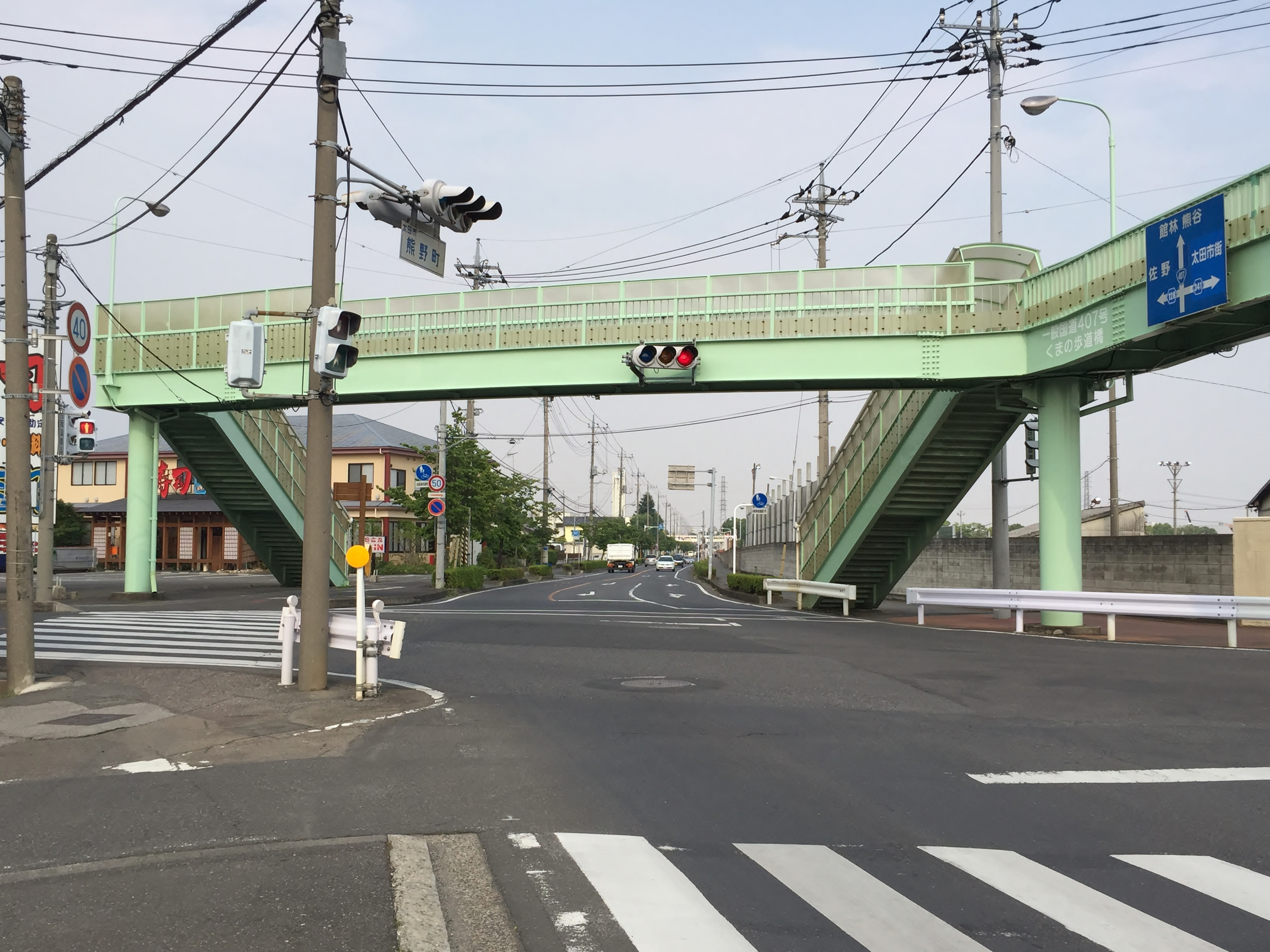
太田市・熊野町交差点
（終点、2015年6月）
交差点より奥（正面方向）が県道128号である。

栃木県道・群馬県道128号佐野太田線（とちぎけんどう・ぐんまけんどう128ごう さのおおたせん）は、栃木県佐野市から群馬県太田市に至る一般県道である。

## 概要
本路線は、佐野市の市街地に位置する本町交差点から、佐野市村上町や足利市川崎町、福居町などを経由しながら西進し、太田市の中心部に位置する熊野町交差点までを結ぶ、延長およそ20kmの道路である。
起点から佐野市村上町までは 群馬県道・栃木県道67号桐生岩舟線や栃木県道・群馬県道223号寺岡館林線と重複するため、本路線が単独区間になるのは起点から4.3kmほど進んだ吾妻小北交差点（佐野市村上町）からである。

### 路線データ
- 総延長 : 19.7177km（栃木県区間 : 15.523km[1]、群馬県区間 : 4.1947km[2]）
- 実延長 : 15.6370km（栃木県区間 : 11.467km[1]、群馬県区間 : 4.170km[2]）
- 起点 : 栃木県佐野市本町/万町/大和町（本町交差点＝栃木県道67号桐生岩舟線、栃木県道237号赤見本町線交点）
- 終点 : 群馬県太田市熊野町/スバル町/東本町（熊野町交差点＝国道407号、群馬県道341号太田熊谷線交点）
- Googleマップ

## 歴史
- 1959年（昭和34年）10月30日 - 群馬県区間が認定される[2]。
- 1961年（昭和36年）4月1日 - 栃木県区間が認定される[1]。

## 路線状況

### 通称
- 日光例幣使街道

### 重複区間
- 栃木県道67号桐生岩舟線（起点 - 足利市寺岡町・白旗橋交差点）
- 栃木県道223号寺岡館林線（足利市寺岡町・白旗橋交差点 - 佐野市村上町・吾妻小北交差点）
- 栃木県道8号足利館林線、栃木県道・群馬県道・埼玉県道20号足利邑楽行田線（足利市野田町・川崎橋南交差点 - 梁田町）

### 「村上バイパス」の開通
かつて本路線は、足利市寺岡町・寺岡町交差点で群馬県道・栃木県道67号桐生岩舟線と栃木県道175号山形寺岡線に接続していたが、2009年（平成21年）3月に佐野市村上町区間の延長工事（計画名は「村上バイパス」）が完了し、佐野市村上町・吾妻小北交差点で栃木県道223号寺岡館林線に接続した。これにより旧道は市道に降格、分岐点（佐野市村上町）には信号機が設置された。

### 茂木高架橋
足利市野田町・川崎橋南交差点（川崎橋南詰）から久保田町を経由し梁田町の十字路交差点までを結ぶ、延長330m程の高架橋である。この区間で栃木県道8号足利館林線・栃木県道20号足利邑楽行田線・栃木県道128号佐野太田線の3路線が重複している。なお川崎橋南交差点は県道20号の起点であり、梁田町の十字路交差点で3路線はそれぞれ分岐する。

## 地理

### 通過する自治体
- 栃木県
  - 佐野市 - 足利市 - 佐野市 - 足利市
- 群馬県
  - 太田市

### 交差する道路
- 栃木県道・群馬県道・埼玉県道7号佐野行田線、栃木県道270号佐野環状線（佐野市大橋町・大橋町交差点）
- 群馬県道・栃木県道67号桐生岩舟線（足利市寺岡町・白旗橋交差点）※起点からここまで重複
- 栃木県道・群馬県道223号寺岡館林線（佐野市村上町・吾妻小北交差点）※足利市・白旗橋交差点からここまで重複
- 栃木県道・群馬県道8号足利館林線（足利市野田町・川崎橋南交差点）※ここから重複
- 栃木県道8号足利館林線、栃木県道・群馬県道・埼玉県道20号足利邑楽行田線（足利市梁田町）※8号はここまで重複、20号は足利市野田町・川崎橋南交差点からここまで重複
- 国道50号（足利市上渋垂町・上渋垂町交差点）
- 群馬県道・栃木県道278号中野福居線（足利市福居町・福居町交差点）
- 栃木県道129号福居停車場線（足利市福居町）
- 群馬県道・栃木県道152号赤岩足利線（足利市福居町・八木宿交差点）
- 栃木県道・群馬県道38号足利千代田線（足利市堀込町・堀込町南交差点）
- 群馬県道・栃木県道256号竜舞足利線（太田市矢場町・矢場交差点）
- 国道122号（太田市東長岡町・東長岡交差点）
- 国道407号・群馬県道・埼玉県道341号太田熊谷線

（太田市熊野町・熊野町交差点）

### 交差する河川
- 秋山川（大橋、佐野市大町 - 大橋町）
- 名称不明（新菊沢橋、佐野市大橋町）
- 菊沢川（菊和橋、佐野市大橋町・大橋町交差点 - 大橋町）
- 才川（才川橋、佐野市大橋町 - 免鳥町）
- 旗川（村上大橋、佐野市村上町）
- 出流川（出流川橋、佐野市村上町 - 足利市奥戸町）
- 尾名川（樋詰橋、足利市奥戸町）
- 渡良瀬川（川崎橋、足利市川崎町 - 野田町）
- 姥川（普門寺橋、足利市福富町 - 下渋垂町）
- 矢場川（新宿橋、足利市堀込町 - 新宿町）
- 藤川用水（欄干橋、太田市矢場町 - 台之郷町）

### 交差する鉄道
- 東武伊勢崎線（足利市上渋垂町 - 福居町）※踏切による平面交差
- 東武伊勢崎線（太田市東長岡町）※踏切による平面交差

### 沿線
- 佐野市郷土博物館（佐野市大橋町）
- 佐野市立西中学校（佐野市大橋町）
- 足利東部工業団地（足利市川崎町）
- 足利市立梁田小学校（足利市福富町）
- 足利市立御厨小学校（足利市福居町）
- 福居駅（東武伊勢崎線）（足利市福居町）
- ビバモール足利堀込（足利市堀込町にあるショッピングセンター）
- 堀込薬師（宝性寺）（足利市堀込町）
- 矢場工業団地（太田市矢場町）
- 韮川南団地（太田市台之郷町）
- 石原県営住宅（太田市石原町）
- SUBARU（旧・富士重工業）群馬製作所本工場（太田市スバル町）
- 太田市立北中学校（太田市熊野町）
- 太田市立太田東小学校（太田市東本町）